# Bucarest Challenger (2001-2008)
Il Bucarest Challenger (2001-2008), noto come Ipsos Bucharest Challenger per ragioni di sponsorizzazione, è stato un torneo professionistico di tennis giocato sulla terra rossa e faceva parte della categoria ATP Challenger Series. Si giocava a Bucarest in Romania dal 2001; oltre all'edizione iniziale si sono disputate le edizioni del 2007 e 2008.

## Albo d'oro

### Singolare
| Anno       | Campione         | Finalista              | Punteggio     |
| ---------- | ---------------- | ---------------------- | ------------- |
| 2001       | Irakli Labadze   | Emilio Benfele Álvarez | 6–4, 6–2      |
| 2002- 2006 | Non disputato    | Non disputato          | Non disputato |
| 2007       | Victor Hănescu   | Marcel Granollers      | 7–6, 6–1      |
| 2008       | Santiago Ventura | Victor Crivoi          | 5–7, 6–4, 6–2 |

### Doppio
| Anno       | Campioni                                   | Finalista                        | Punteggio        |
| ---------- | ------------------------------------------ | -------------------------------- | ---------------- |
| 2001       | Mark Merklein Paul Rosner                  | Ionuț Moldovan Jurij Ščukin      | 6–4, 6–4         |
| 2002- 2006 | Non disputato                              | Non disputato                    | Non disputato    |
| 2007       | Marcel Granollers Santiago Ventura (2)     | Florin Mergea Horia Tecău        | 6–2, 6–1         |
| 2008       | Rubén Ramírez Hidalgo Santiago Ventura (1) | Andrea Arnaboldi Máximo González | 6–3, 5–7, [10–6] |